# Obdurodon dicksoni
Obdurodon dicksoni és una espècie extinta de mamífer monotrema de la família dels ornitorrínquids que visqué a Austràlia durant el Miocè, fa entre 11,6 i 16 milions d'anys. Se n'han trobat restes fòssils a Queensland.